# Inter Caetera
La lettera bollata Inter Caetera è un documento emesso da papa Alessandro VI il 4 maggio 1493 e indirizzato ai Re cattolici di Spagna Ferdinando e Isabella per regolare la contesa tra il regno di Castiglia e quello del Portogallo in merito alle nuove terre scoperte durante il primo viaggio di Cristoforo Colombo.

## Contenuto

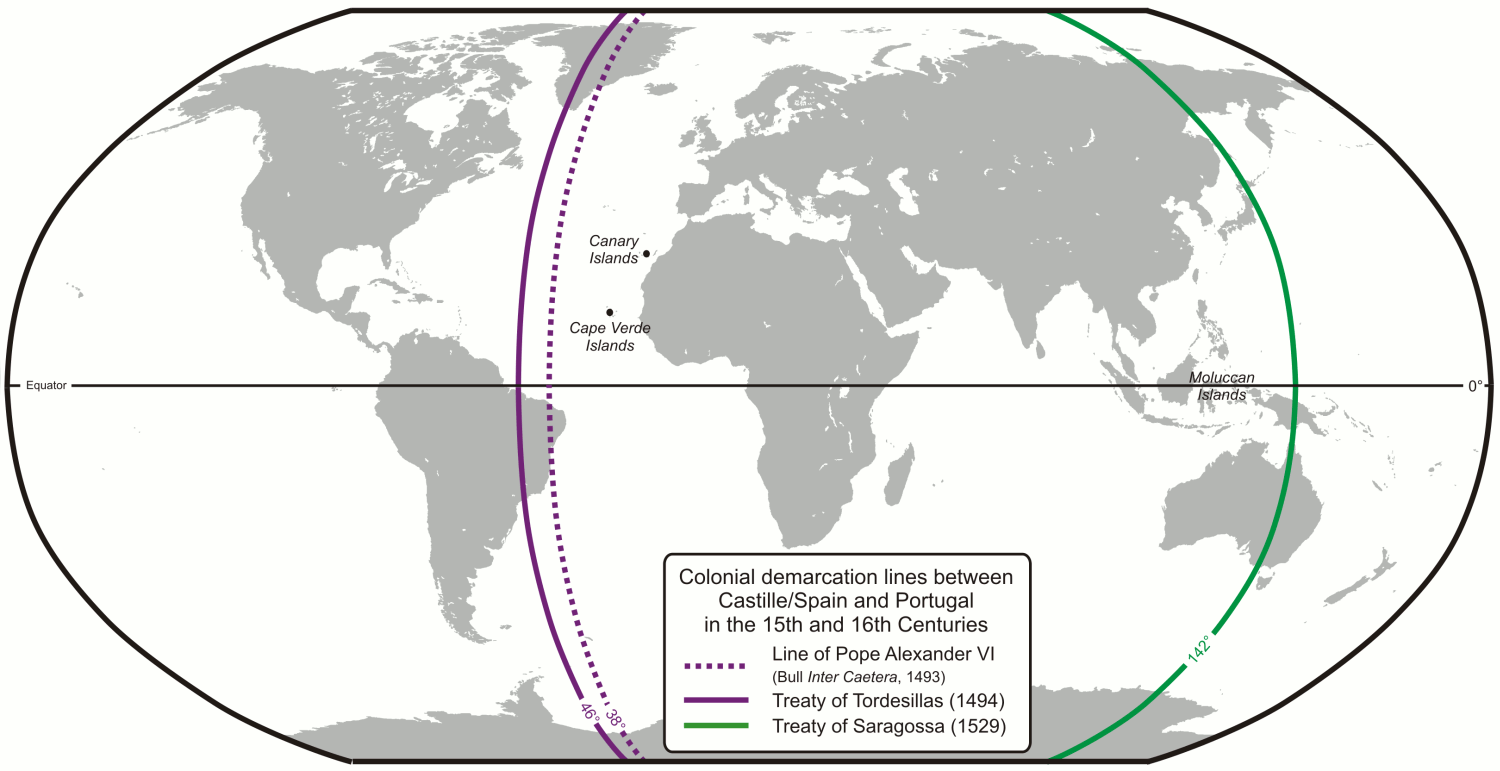
Suddivisione del mondo tra Castiglia e Portogallo: la linea tratteggiata è quella stabilita dalla bolla Inter Caetera.

Il documento stabilì che il meridiano, la raya (in spagnolo linea o riga) passante 100 leghe a ovest dalle Isole Azzorre costituisse il confine tra le terre appartenenti alla Castiglia, a ovest del meridiano, e quelle appartenenti al Portogallo, a est del meridiano.
Secondo un'altra interpretazione, l'intervento papale, ancora del tutto in una prospettiva di guerra santa di riconquista e di crociata, serviva a dare una giustificazione alle pretese di Portogallo e Castiglia su territori ancora inesplorati e selvaggi, e soprattutto abitati da pagani che dovevano assolutamente essere evangelizzati al più presto. Fintanto che la reconquista si era svolta nella penisola iberica, con lo scopo di ripristinare la Christianitas, le monarchie iberiche non avevano sentito nessun bisogno di un avallo da parte di un potere superiore, cosa che invece divenne indispensabile con le nuove scoperte geografiche.
La divisione tracciata dalla bolla, comunque, non fu equa. Il regno di Castiglia influenzò pesantemente la decisione, che di fatto finì per escludere il Portogallo dall'America (Alessandro VI era originario del Regno di Valencia, già legato per via di unione dinastica a quello di Castiglia). La ragione per cui la bolla favoriva le monarchie ispaniche a danno di quella portoghese fu individuata nel servizio che i sovrani di Castiglia, Aragona e Valencia rendevano, o avrebbe reso, alla Chiesa di Roma.

## Seguiti
Il dettato della bolla di Alessandro VI fu poi superato dal Trattato di Tordesillas, nel 1494, che spostò la linea a 370 leghe a ovest dall’isola di Capo Verde, cosa che più tardi avrebbe permesso al Portogallo di reclamare un dominio sul Brasile.
Nel 1524, col viaggio di Giovanni da Verrazzano e, nel 1534, con quello di Jacques Cartier, alla ricerca del passaggio a Nord Ovest, la Francia sfidò la divisione imposta dalla bolla e dal trattato; la controproposta spagnola, per un nuovo patto che regolasse la questione, fu avanzata da Antoine Perrenot de Granvelle e diede luogo a negoziati infruttuosi tra il 1535 e il 1545, poiché né il trattato di Crepy-en-Laonnoys, né quello di Cateau-Cambrésis risolsero il problema.